# Mount Braun
Mount Braun är ett berg i Antarktis. Det ligger i Västantarktis. Argentina, Chile och Storbritannien gör anspråk på området. Toppen på Braun är 900 meter över havet.